# 폭 없는 비접합자

ISO 키보드용의 ZWNJ의 심볼

폭 없는 비접합자(zero width non-joiner, ZWNJ)는 합자를 사용하는 문자 체계의 컴퓨터화에서 사용되는 제어 문자이다. 본래라면 합자로 연결되는 두 개의 문자 사이에 ZWNJ가 놓여지면, 그 두 개의 문자는 각각 말미형 및 두자형으로 표시된다. 공백 문자를 사이에 두는 것으로도 같은 효과는 얻을 수 있지만, 공백보다도 양자의 문자를 가까이 하고 싶은, 또는 단어와 형태소를 연결하고 싶은 경우에 ZWNJ가 사용된다.
ZWNJ는 유니코드에서는 U+200C  zero width non-joiner (HTML: &#8204; &zwnj;)로 부호회되고 있다.

## 올바른 타이포그래피를 위한 분리 기호로의 ZWNJ의 사용
언어에 따라서는 문자열이 올바른 타이포그래피의 형태를 지정하기 위해서 ZWNJ가 필요하다.
옛날에 ASCII의 제어 문자인 장치경계 할당이 이 목적으로 사용되고 있었다.
| 올바른 사용 (ZWNJ 사용) | 올바른 사용 (ZWNJ 사용) | 올바른 사용 (ZWNJ 사용)                                 | 틀림     | 틀림 | 틀림     | 의미                                                            |
| 표시                    | 화면                    | 코드                                                    | 표시     | 화면 | 코드     | 의미                                                            |
| ----------------------- | ----------------------- | ------------------------------------------------------- | -------- | ---- | -------- | --------------------------------------------------------------- |
| می‌خواهم                 |                         | می&zwnj;خواهم (오른쪽에서 왼쪽으로 쓰면): می&zwnj;خواهم | میخواهم  |      | میخواهم  | 페르시아어 “나는 원한다”                                        |
| עֲו‌ֹנֹת‎                    |                         | עֲו&zwnj;ֹנֹת (오른쪽에서 왼쪽으로 쓰면): עֲו&zwnj;נֹת       | עֲוֹנֹת‎     |      | עֲוֹנֹת     | 성서히브리어 ‘죄’(복수형)                                       |
| Auf‌lage                 |                         | Auf&zwnj;lage                                           | Auflage  |      | Auflage  | 독일어 ‘(책의) 판’ (복합어: "auf"+"Lage")                       |
| Brot‌zeit                |                         | Brot&zwnj;zeit                                          | Brot‌zeit |      | Brotzeit | 독일어 방언 ‘간식’ (복합어 "Brot" 빵 + "Zeit" 시간), 프락투어형 |
| deaf‌ly                  |                         | deaf&zwnj;ly                                            | deafly   |      | deafly   | "dea"+"fly" 의 복합형이 아닌 "deaf"의 부사형인 것을 나타낸다    |
| श्रीमान्‌को                   |                         | श्रीमान्&zwnj;को                                             | श्रीमान्को    |      | श्रीमान्को    | 네팔어 ‘남편의’ 또는 ‘훌륭한 사람의’                            |

성서히브리어의 예에서는 니크다의 호람의 점의 위치가 바브 ⟨ו‎⟩ 의 왼쪽에 오는 것이 올바르다. 만약 점이 ⟨ו‎⟩ 의 위에 위치시키면,  ⟨עוֹנוֹת‎⟩ ‘계절’과 헷갈리기 쉽다. 현대 히브리어에서는 바브 뒤에 호람을 둘 이유는 없으며, 합자는 필요 없기에 현대 히브리어의 조판에서 ZWNJ가 필요한 경우는 드물다.
독일어의 타이포그래피에서는 합자가 복합어의 구성요소의 한계를 넘어서는 안된다. 따라서, 독일어의 처음의 예에서는 접두사 ‘Auf-’는 후속하는 단어로부터 분리해서, ‘fl’이 합자가 되지 않게 해야한다. 마찬가지로 영어에서도 합자는 형태소 경계를 넘어서는 안된다. 예를 들면 ‘fly’나 ‘fish’는 어떤 단어 속에서는 형태소이지만, 그렇지 않는 경우도 있다. 따라서, ‘dayfly’의 ‘fl’이나 ‘catfish’의 ‘fi’는 합자로 해야하지만, ‘deafly’의 ‘fl’이나 ‘selfish’의 ‘fi’에서 합자를 사용해서는 안된다.
페르시아어에서는 ZWNJ를 접두사 · 접미사 · 복합어에서 광범위로 사용한다. 사이에 공백을 넣으면 복합어가 아닌 두 개의 단어로 헷갈리기 쉬어지기에 ZWNJ를 사용한다.

## 다른 형태를 표시하기 위한 ZWNJ의 사용
브라흐미 문자군에서는 비라마가 붙은 자음 뒤 또는 종속 모음 앞에 ZWNJ를 두는 것으로 문자가 결합되는 것을 방지할 수가 있다.
데바나가리에서는 क् 와 ष 는 보통은 결합해서 क्ष 가 되지만, ZWNJ를 사이에 끼우면(क्&zwnj;ष) क्‌ष처럼 표시된다.
칸나다 문자에서는 ನ್ 와 ನ 는 결합해서 ನ್ನ 가 되지만, ZWNJ를 양자의 사이에 삽입하면, ನ್‌ನ 로 표시된다. 주로 칸나다어의 단어를 칸나다 문자로 표기할 때에 이 방식이 사용된다. 예를 들면, 페이스북은 ಫೇಸ್‌ಬುಕ್으로 쓰인다(다만 ಫೇಸ್ಬುಕ್ 로 쓸 수도 있다). ರಾಜ್‌ಕುಮಾರ್(라지쿠마)나 ರಾಮ್‌ಗೊಪಾಲ್ 도  ZWNJ를 필요로 하는 고유명사의 예이다.
그리고 벵골 문자도 ক্와 ষ가 합쳐져서 ক্ষ가 된다. 이것도 zwnj를 필요로 하는 문자이다.

## 심볼

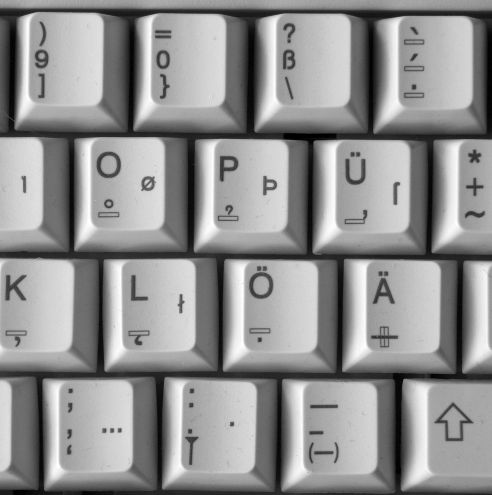
독일어 T2 키보드 배열의 일부, 에 ZWNJ의 심볼이 쓰여져있다

ZWNJ가 직접 입력 가능한 키보드를 위한 심볼은 ISO/IEC 9995-7:2009의 추보1(2012) ‘정보기술 - 텍스트 및 오피스 시스템의 키보드 배열 - 기능을 나타내기 위해서 사용하는 심볼’의 심볼 번호 81, 및 IEC 60417 ‘기구 · 장치용도기호’의 IEC 60417-6177-2 로 표준화되고 있다.

## 같이 보기
- 폭 없는 접합자
- 폭 없는 공백
- 띄어쓰기